# Somanu
La Société de maintenance nucléaire (Somanu) est implantée dans la zone industrielle de Grévaux-les-Guides à Maubeuge (Nord). Cet atelier constituait jusqu'en 2018 une Installation nucléaire de base en raison des matières radioactives qu’il contient. Elle opère depuis 2018 sous le statut d'ICPE. 
Il est conçu pour traiter des activités de réparation, d'entretien et d'expertise de matériels ou activités provenant principalement des réacteurs nucléaires, à l'exclusion des éléments de combustible nucléaire :
La SOMANU est une petite entreprise employant environ 60 personnes, intégrée au Groupe Framatome. Plus de 300 prestataires extérieurs interviennent annuellement sur le site.